# Alleanza dei Liberali e dei Democratici
L'Alleanza dei Liberali e dei Democratici (in romeno: Alianța Liberalilor și Democraților, ALDE) è stato un partito politico romeno fondato nel 2015 dalla confluenza di due distinti soggetti politici:
- il Partito Conservatore (Partidul Conservator, PC);
- il Partito Liberale Riformatore (Partidul Liberal Reformator, PLR).

Nel 2015 l'ALDE partecipò ai governi presieduti da Victor Ponta, mentre a partire dal 2017 fece parte di una coalizione con il Partito Social Democratico di Liviu Dragnea, che sostenne gli esecutivi con a capo i socialdemocratici Sorin Grindeanu, Mihai Tudose e Viorica Dăncilă. L'ALDE, guidato dal presidente del senato ed ex primo ministro Călin Popescu Tăriceanu, ottenne quattro ministeri.
Nel 2020 ne fu annunciata la fusione con PRO Romania, ritrattata nel gennaio 2021 in seguito alla sconfitta delle elezioni parlamentari del 2020. Nel 2022 fu assorbito dal Partito Nazionale Liberale.
La formazione ha aderito al Partito dell'Alleanza dei Liberali e dei Democratici per l'Europa dal 19 novembre 2015 al 30 maggio 2019.

## Storia

### Contesto della nascita dell'ALDE
Il governo Ponta III, nato nel febbraio 2014 in seguito all'uscita dalla maggioranza del Partito Nazionale Liberale (PNL), fu sostenuto, oltre che dall'egemone Partito Social Democratico (PSD), anche da due formazioni minori di orientamento liberal-conservatore: il Partito Liberale Riformatore (PLR) guidato dal presidente del senato Călin Popescu Tăriceanu e il Partito Conservatore (PC) dall'allora ministro dell'agricoltura Daniel Constantin. Questi insieme supportarono la formazione anche del successivo governo Ponta IV, ottenendo due ministeri ciascuno. Vicini sul piano politico ed ideologico, PLR e PC condivisero anche un gruppo parlamentare comune alla camera e al senato.
Il 19 giugno 2015, nel corso del congresso del Partito Conservatore, perciò, fu ufficializzata la fusione tra le due formazioni sotto il nome di Alleanza dei Liberali e dei Democratici (romeno: Alianța Liberalilor și Democraților, ALDE). Il nuovo partito ebbe inizialmente due co-presidenti: Tăriceanu (proveniente dal PLR) e Constantin (dal PC). In fase di presentazione Tăriceanu affermò che il gruppo si professava come rappresentante della classe media, degli imprenditori, dei professionisti e dei dipendenti del settore pubblico, nonché come difensore delle libertà individuali dei cittadini puntando, altresì, a diventare la terza forza politica del paese.
Nel settembre 2015 aderirono all'ALDE anche diversi esponenti del PNL, tra i quali l'ex ministro dell'economia Varujan Vosganian e il senatore Ioan Ghișe. In quel momento, quindi, l'ALDE si ritrovò con 4 ministri (Daniel Constantin all'agricoltura, Andrei Gerea alle piccole imprese, Grațiela Gavrilescu all'ambiente, Sorin Cîmpeanu all'istruzione), 29 rappresentanti alla camera e 17 al senato. Nel corso del 2015 si iscrisse all'ALDE, inoltre, l'europarlamentare Norica Nicolai che, dopo aver abbandonato il PNL in seguito alla decisione di questo di aderire al Partito Popolare Europeo, aveva deciso di restare all'interno del Gruppo dell'Alleanza dei Democratici e dei Liberali per l'Europa. Nel maggio 2017 la Nicolai divenne anche presidente del consiglio nazionale del partito. Nell'agosto 2018 l'ALDE conquistò un'ulteriore europarlamentare, quando Renate Weber, eletta nel 2014 nelle liste del PNL, si legò alla formazione di Tăriceanu, affermando che a suo modo di vedere si trattava dell'unico partito realmente liberale presente in Romania.

### Opposizione a Cioloș ed elezioni del 2016

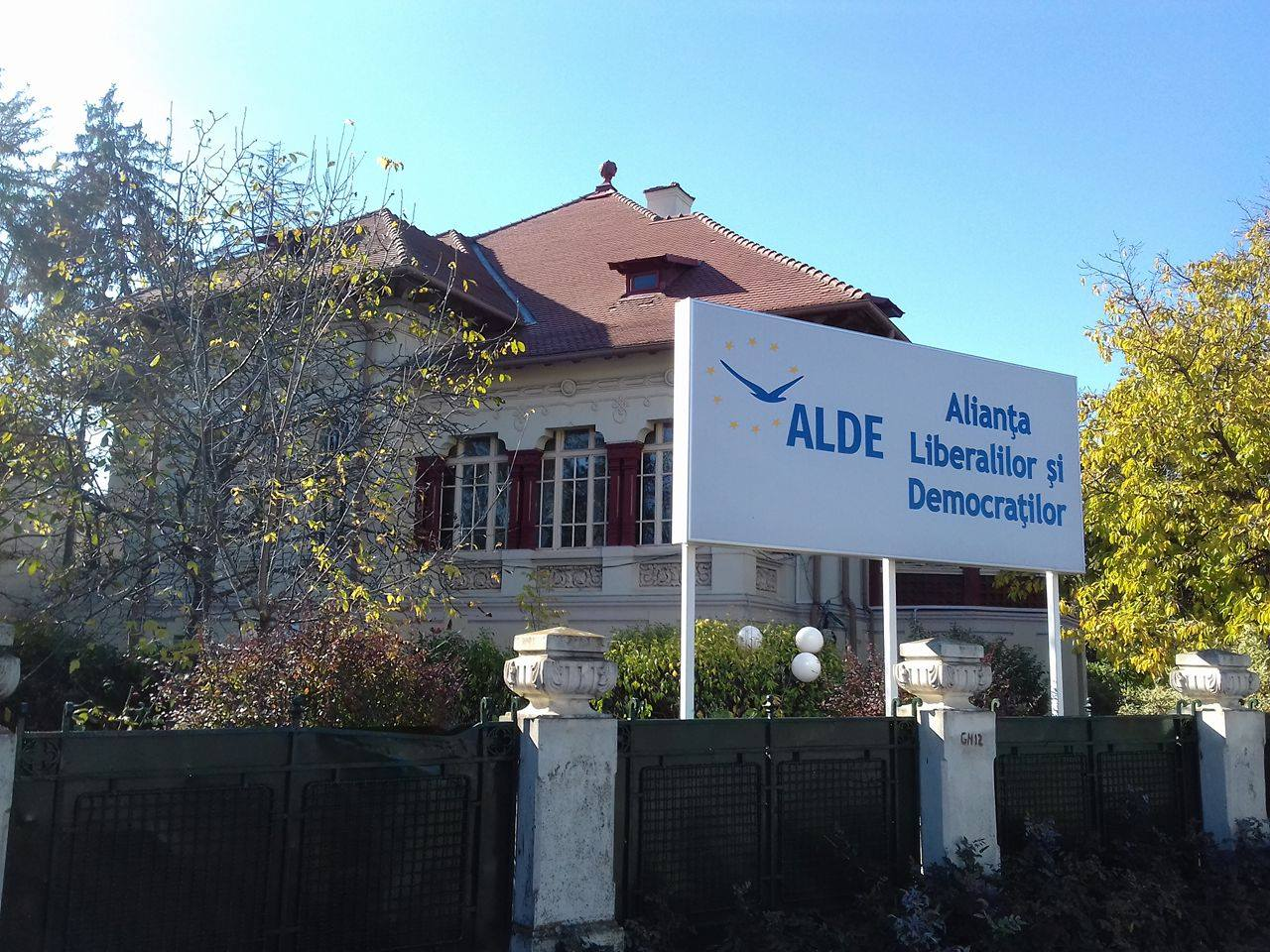
La sede del partito in Șoseaua Kiseleff 57 a Bucarest

Il governo Ponta IV cadde nel novembre del 2015 in seguito alla tragedia della discoteca Colectiv, nella quale 65 persone persero la vita. Sorin Cîmpeanu fu temporaneamente nominato primo ministro ad interim, fino alla designazione di Dacian Cioloș, che diede vita ad un governo tecnico. Tra i pochi a non appoggiare l'investitura di Cioloș, Tăriceanu criticò aspramente tale scelta e rimproverò il presidente della repubblica Klaus Iohannis (ex presidente del PNL) di essere protagonista dell'instaurazione di un governo presidenziale che avrebbe messo a dura prova la democrazia e le libertà dei cittadini.
Passando all'opposizione, con l'approssimarsi della fine della legislatura, l'ALDE preparò la corsa alle tornate elettorali del 2016. Alle elezioni amministrative locali dell'estate di quell'anno, presentandosi su liste individuali o in alcuni distretti in coalizione con il PSD, l'ALDE fu per numero di votanti il terzo partito del paese, conquistando 64 mandati di sindaco (5,72%), 80 di consiglieri di distretto e 2.504 di consiglieri comunali. Per il municipio di Bucarest, tuttavia, il candidato Daniel Barbu, arrivando al quinto posto (con risultati intorno al 4%), non ottenne i successi sperati.
In occasione delle elezioni parlamentari in Romania del 2016, confermandosi su percentuali tra il 5,5 e il 6%, l'ALDE fu il quinto partito del paese. Vista la necessità del PSD (arrivato primo con il 46% delle preferenze) di costituire un governo di maggioranza, il 20 dicembre 2016 l'ALDE strinse un accordo con il PSD di Liviu Dragnea, gettando le basi per un sostegno comune al governo di Sorin Grindeanu.

### Partecipazione al governo Grindeanu
Mentre Tăriceanu fu riconfermato alla presidenza del senato anche nella nuova legislatura, l'ALDE ottenne 4 ministeri nel quadro del nuovo esecutivo:
- Daniel Constantin vice primo ministro e ministro dell'ambiente
- Teodor Meleșcanu ministro degli esteri
- Toma Petcu ministro dell'energia
- Grațiela Gavrilescu ministro dei rapporti con il parlamento

L'ALDE e la sua dirigenza diedero il proprio assoluto sostegno al governo anche nel corso delle proteste in Romania del 2017, scaturite dal tentativo di Dragnea e Grindeanu di realizzare una modifica del codice penale per la declassificazione del reato di abuso d'ufficio. Lo stesso Tăriceanu, sostenitore di un'ampia linea di garantismo, si appellò alla Corte costituzionale della Romania contro la Direzione nazionale anticorruzione (DNA) che aveva avviato un'inchiesta contro l'ordinanza del governo, bollando come abuso di potere quanto fatto dalla DNA e dal suo procuratore capo Laura Codruța Kövesi. Nel corso dello stesso mese Tăriceanu fu rinviato a giudizio della DNA con l'accusa di aver reso falsa testimonianza nel corso di un processo celebratosi nel 2016.

### Espulsione di Daniel Constantin

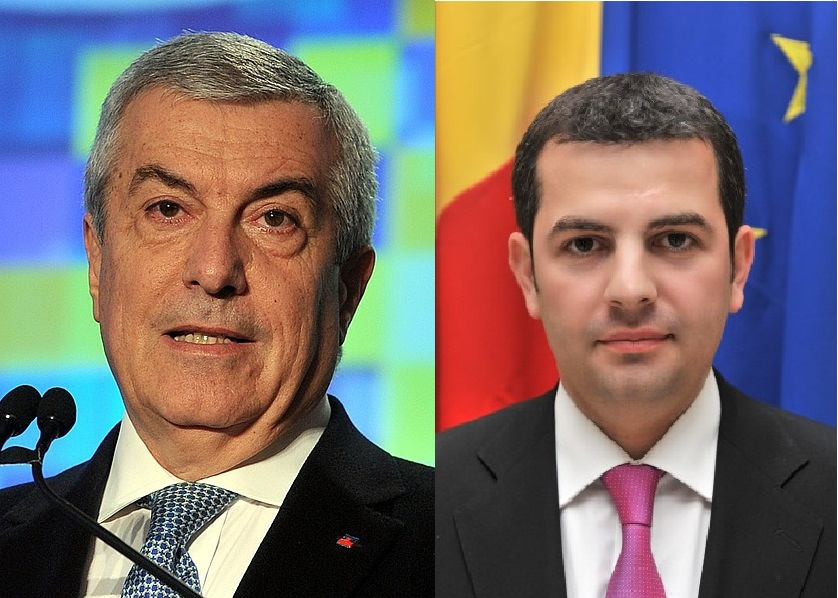
Călin Popescu Tăriceanu e Daniel Constantin

Sul finire di marzo 2017 l'ALDE stabilì di indire un congresso straordinario per la revisione del proprio statuto e l'elezione di un singolo presidente di partito. La decisione fu contestata duramente dal co-presidente Daniel Constantin, che minacciò di appellarsi alla giustizia amministrativa contro Tăriceanu, maggior promotore del congresso. Il conflitto sulla leadership interna ebbe il suo epilogo nella giornata del 26 marzo, quando l'ufficio centrale dell'ALDE votò a favore della mozione proposta da Andrei Gerea, riguardante il ritiro del sostegno politico a Constantin, che fu costretto alle dimissioni da ministro. Al suo posto fu indicata Grațiela Gavrilescu, allora ministro con delega ai rapporti con il parlamento, che in tale funzione fu sostituita da Viorel Ilie. Al congresso del 21 aprile 2017 che approvò il nuovo statuto, Tăriceanu, apertamente sostenuto anche da Dragnea e unico candidato alla presidenza, fu nominato nuovo leader del partito. Constantin abbandonò l'ALDE accusando Tăriceanu di aver sacrificato onore e rispetto pur di raggiungere la presidenza e di aver compiuto un abuso ai danni dei colleghi di partito. Questi, inoltre, costituì un nuovo gruppo, PRO Romania, in cui confluirono diversi suoi sostenitori, tra i quali Sorin Cîmpeanu e, più tardi, anche Victor Ponta.

### Governi Tudose e Dăncilă
Con il passare dei mesi molti osservatori rilevarono la comparsa di una reciproca diffidenza in seno al governo tra il premier Grindeanu e il presidente del PSD Dragnea. La giustificazione di tale tensioni fu in parte attribuita alla decisione di Grindeanu di ritirare l'ordinanza sulla giustizia, ignorando la volontà del presidente di partito. Tăriceanu si schierò al fianco di Dragnea comunicando alla stampa di aspettarsi le dimissioni del premier e di essere alla ricerca del suo sostituto. Il governo Grindeanu cadde il 21 giugno 2017, su una mozione di sfiducia presentata dallo stesso PSD e votata anche dall'ALDE. Il 26 giugno 2017 il ministro dell'economia Mihai Tudose fu indicato dal PSD per rivestire l'incarico di nuovo primo ministro. Sostenuto personalmente da Dragnea, la candidatura di Tudose fu supportata anche da Tăriceanu. Nel governo Tudose furono riconfermati tutti e quattro i ministri dell'ALDE.
Nell'ottobre del 2017, al margine di un rimpasto voluto dal premier, che aveva chiesto ai ministri indagati di rassegnare le proprie dimissioni, Tăriceanu prese le difese di Viorel Ilie, paventando il ritiro dell'appoggio al governo nel caso in cui il ministro fosse stato sostituito. Nell'agosto 2017, infatti, la DNA aveva avviato un'inchiesta penale nei suoi confronti con l'accusa di aver truccato un concorso per le assunzioni nel quadro del ministero dei rapporti con il parlamento. Mentre gli indagati del PSD Sevil Shhaideh e Rovana Plumb furono costretti alle dimissioni, Tăriceanu riuscì a preservare il ruolo di Ilie scongiurando una crisi di governo. Esprimendosi sulla vicenda, il leader dell'ALDE attaccò la DNA, ritenendola colpevole di influenzare le scelte del governo e commettere un abuso ai danni dei cittadini.
Il mandato del nuovo premier fu segnato da contrasti con il presidente del PSD Liviu Dragnea a causa delle sue prese di posizione sui ministri. Dopo mesi di contrapposizioni per la leadership del partito, nel gennaio 2018 la lotta sfociò nella scelta del comitato esecutivo del PSD di ritirare l'appoggio politico al primo ministro. Tudose, quindi, il 16 gennaio abbandonò l'incarico dopo appena sei mesi, divenendo il secondo premier consecutivo sfiduciato dalla stessa maggioranza. Nel gennaio 2018 PSD e ALDE sostennero la nascita di un nuovo governo con a capo Viorica Dăncilă. Nel quadro del nuovo esecutivo il ministero dell'energia in mano all'ALDE passò da Toma Petcu ad Anton Anton.
Mentre sul piano dell'economia si registrarono tensioni minori tra il PSD e l'ALDE (legge sulle estrazioni offshore, istituzione di un fondo statale per gli investimenti, introduzione della tassa al 2% sui profitti delle compagnie del settore energetico), sul piano della giustizia Tăriceanu sostenne apertamente tutte le iniziative di governo, come quella della destituzione del procuratore capo della DNA Laura Codruța Kövesi, ritenendole misure necessarie per liberare il paese dalle influenze della magistratura, malgrado i dubbi espressi dalla comunità internazionale, che accusava la Romania di fare passi indietro nella lotta alla corruzione e nella preservazione dello stato di diritto.

### Elezioni europee e referendum del 2019

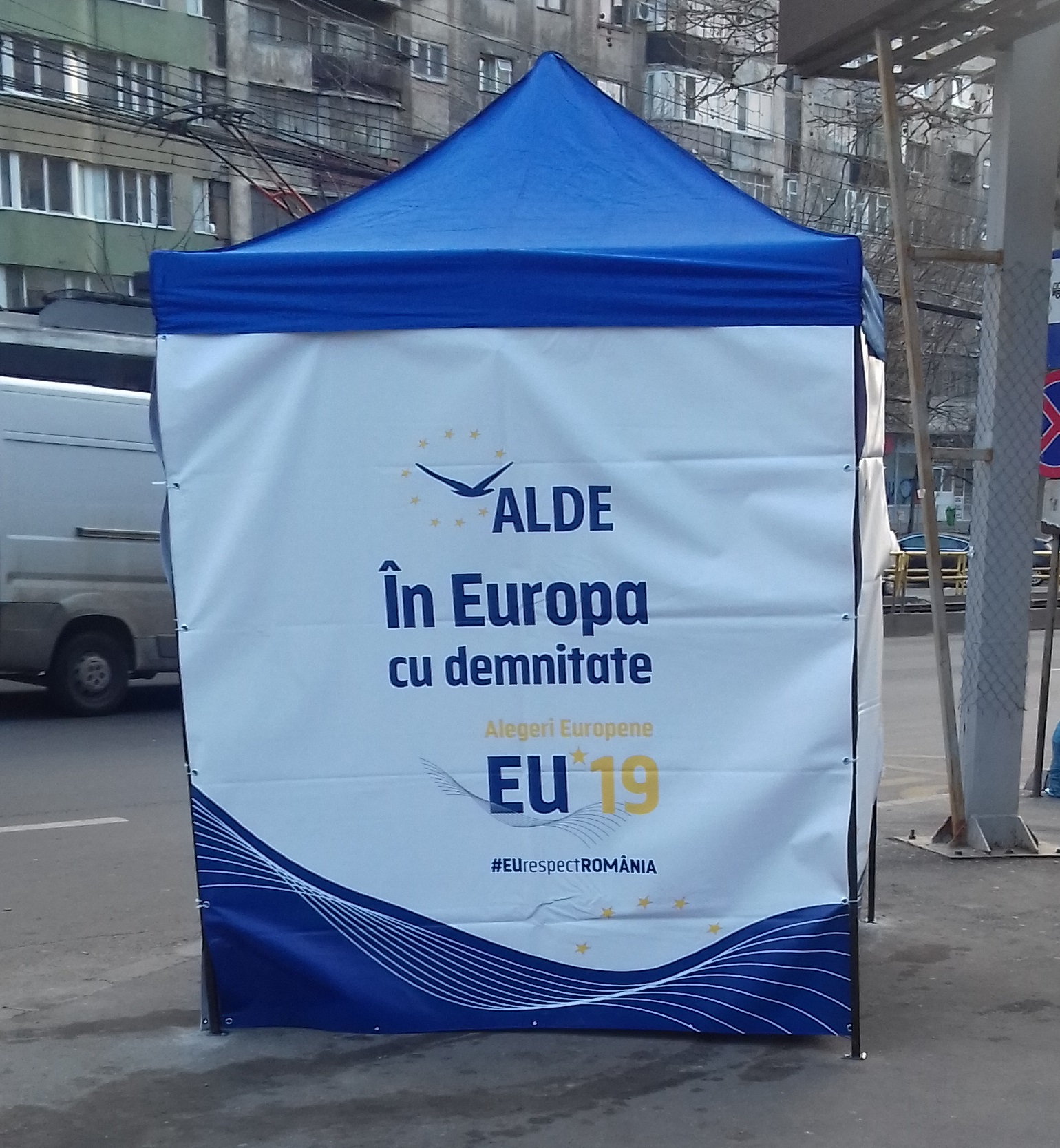
Gazebo elettorale dell'ALDE per le elezioni europee del 2019

Sul punto della giustizia il leader del Partito dell'Alleanza dei Liberali e dei Democratici per l'Europa, Guy Verhofstadt, esternò le proprie perplessità, tanto da rifiutarsi di sostenere la campagna elettorale dell'ALDE per le europee del 2019, affermando di aspettarsi azioni immediate da parte del partito guidato da Tăriceanu in ciò che riguardava l'applicazione delle indicazioni dell'Unione europea e della Commissione di Venezia, puntualmente avversate dalla coalizione di governo. Lo stesso Verhofstadt, invece, supportò la campagna dell'Alleanza 2020 USR PLUS, avversaria dell'ALDE. Ciò portò alle reazioni di Norica Nicolai, capolista del partito, che il 23 maggio lo accusò di sostenere un gruppo guidato da un ex membro della Securitate, in riferimento ad una presunta militanza di Dacian Cioloș nei ranghi della polizia politica di epoca comunista, e di non comprendere le battaglie dell'ALDE contro gli abusi della magistratura in Romania.
Il partito utilizzò tali argomenti anche per la propria campagna elettorale, esprimendo una costante comunanza di vedute con il PSD. Riguardo al referendum sulla giustizia promosso dal presidente della repubblica nella stessa data delle europee, il 7 maggio Călin Popescu Tăriceanu invitò l'elettorato all'astensionismo per impedire il raggiungimento del quorum. L'ALDE sostenne una posizione di condanna contro il presidente Iohannis, accusato di fare il gioco del PNL e di avviare la propria campagna presidenziale per la rielezione.
I risultati elettorali del partito, tuttavia, furono un disastro. L'ALDE non riuscì a superare la soglia di sbarramento del 5% rimanendo senza europarlamentari, mentre il 30 maggio, ormai prossimo all'espulsione, decise di abbandonare il Partito dell'Alleanza dei Liberali e dei Democratici per l'Europa di Verhofstadt.

### Uscita dalla maggioranza del 2019
Nei primi giorni di agosto emersero dei malumori da parte della dirigenza dell'ALDE riguardanti la continuazione della partecipazione al governo, mentre il partito avviò le trattative per un'alleanza con PRO Romania di Victor Ponta, gruppo situato all'opposizione. Il leader dell'ALDE Tăriceanu non negò l'esistenza di dubbi sul sostegno alla legge di revisione di bilancio proposta dal PSD, ritenuta non realistica, nonché sull'effettiva sostenibilità della coalizione di governo nel contesto in cui il PSD non avrebbe supportato il leader dell'ALDE alle presidenziali del novembre 2019, in cui i partiti avrebbero presentato candidati separati. Il 12 agosto Tăriceanu chiese al primo ministro di procedere urgentemente alla redazione di un nuovo programma di governo e di realizzare una ristrutturazione completa dei ministeri facenti capo all'esecutivo, che avrebbe dovuto ottenere un nuovo voto d'investitura da parte del parlamento. Mentre Dăncilă propose un semplice rimpasto, Tăriceanu rigettò l'offerta, accusando altresì il premier di non averlo consultato per la scelta del nuovo Commissario europeo della Romania.
Ritenendo le fratture insanabili, il 26 agosto la delegazione permanente dell'ALDE votò a favore dell'uscita del partito della maggioranza, oltre ad approvare il sostegno ad un candidato comune con PRO Romania alle presidenziali, Mircea Diaconu. Tăriceanu dichiarò che per coerenza avrebbe anche rinunciato al ruolo di presidente del senato, mentre tre dei quattro ministri ALDE lasciarono il governo. Il titolare degli esteri Ramona Mănescu, tuttavia, affermò che non si sarebbe dimessa dal consiglio dei ministri, malgrado ciò comportasse la sua espulsione dal partito.

### Espulsioni del 2019
Vari militanti del partito esternarono pubblicamente i propri malumori, criticando la decisione di lasciare il governo in mancanza di una strategia politica alternativa e lamentando la costituzione dell'alleanza con PRO Romania. Il PSD, allo stesso tempo, provò a cooptare parte dei membri dell'ALDE scontenti per la scelta di Tăriceanu, riuscendo ad indebolirne il peso a livello parlamentare. I socialdemocratici, infatti, suggerirono a sorpresa il nome di Meleșcanu come sostituto dello stesso Tăriceanu alla presidenza della camera alta.
Nei giorni successivi Meleșcanu trattò in prima persona con il primo ministro l'ingresso di tre membri dell'ALDE nel gabinetto di governo. Per reazione il 13 settembre l'ufficio esecutivo dell'ALDE decretò l'espulsione dei contestatori Meleșcanu, Ion Cupă, Grațiela Gavrilescu e Alexandru Băișanu. Mentre tre senatori ALDE si iscrissero al gruppo parlamentare del PSD, il gruppo dissidente costituì un nuovo partito, promosso da Remus Borza, Forza Nazionale. Alla camera dei deputati gli ulteriori addii di Mihai Niță e Marian Cucșa determinarono la sparizione del gruppo parlamentare ALDE.
Il 10 ottobre 2019 la formazione di Tăriceanu si unì agli altri gruppi d'opposizione, votando a favore della sfiducia al governo Dăncilă e nel mese di novembre favorì l'investitura di un nuovo esecutivo PNL con a capo Ludovic Orban. Con il passare dei mesi, però, l'ALDE divenne uno dei maggiori oppositori del governo liberale, criticando specialmente la nuova maggioranza in relazione alla gestione della pandemia di COVID-19.

### Elezioni presidenziali del 2019
La definizione di un candidato ALDE per la posizione di capo di Stato alle elezioni del novembre 2019 fu strettamente legata ai rapporti con gli ex alleati del PSD. Mentre in un primo momento Tăriceanu ipotizzò di concorrere in rappresentanza dei due partiti, tale opzione naufragò in seguito al deteriorarsi delle relazioni fra le due parti. Il 24 luglio 2019 Tăriceanu fu indicato dalla delegazione permanente come candidato dell'ALDE, salvo ritirarsi dopo l'ufficializzazione dell'alleanza con PRO Romania, in agosto, che spinse entrambi i partiti a sostenere l'indipendente Mircea Diaconu. Al voto del 10 novembre questi ottenne il 9%, arrivando al quarto posto.

### Elezioni del 2020 e fallita fusione con PRO Romania
Nell'agosto 2020 Tăriceanu dichiarò che si sarebbe candidato alla funzione di sindaco di Bucarest. Il risultato delle locali del settembre 2020 fu disastroso. Il partito non andò oltre il 2%. Nel caso di Bucarest, Tăriceanu non nascose la propria delusione (si fermò all'1,5%) e accusò direttamente il sindaco uscente Gabriela Firea (PSD) di essersi opposta alla formazione di una coalizione di centro-sinistra a suo sostegno per la rielezione a primo cittadino, causando la sconfitta contro le forze di centro-destra.
Con il partito in crisi e a rischio di non superare la soglia di sbarramento elettorale per le parlamentari (secondo un sondaggio IMAS del settembre 2020 era al 3%), l'8 ottobre il leader dell'ALDE annunciò la fusione con PRO Romania. I due partiti avrebbero concorso alle elezioni generali di dicembre sotto un'unica sigla e si sarebbero in seguito uniti in un nuovo soggetto politico chiamato PRO Romania Social-Liberale. Secondo Tăriceanu e Victor Ponta l'alleanza rispondeva alla necessità di fare una reale opposizione al governo PNL e all'indecisione del PSD, accusato di aver realizzato compromessi con i liberali di Orban, e rafforzare il ruolo dei partiti minori contro il bipolarismo dettato dalle forze principali.
In seguito al risultato ottenuto dal partito alle elezioni, al 4%, quindi al di sotto della soglia di sbarramento, il 26 gennaio 2021 la delegazione permanente dell'ALDE decise di interrompere il processo di fusione con PRO Romania e convocò un nuovo congresso.

### Fusione con il Partito Nazionale Liberale
Il congresso del 17 aprile 2021 elesse quale nuovo presidente del partito Daniel Olteanu. Nel gennaio 2022 furono avviati i negoziati per la fusione al Partito Nazionale Liberale, che si conclusero il successivo 22 marzo con la firma del protocollo di assorbimento dell'ALDE nel PNL.

## Struttura

### Presidenti
- Călin Popescu Tăriceanu e Daniel Constantin copresidenti (2015 - 2017)
- Călin Popescu Tăriceanu (2017 - 2021)
- Daniel Olteanu (2021 -2022)

## Nelle istituzioni

### Primi ministri ad interim
- Sorin Cîmpeanu (2015)

### Presidenti del Senato
- Călin Popescu Tăriceanu (2015–2019)

### Governi
- Governo Ponta IV (2015)
- Governo Grindeanu (2017)
- Governo Tudose (2017–2018)
- Governo Dăncilă (2018–2019)

### Collocazione parlamentare
- Maggioranza (2015)

Governo Ponta IV
- Opposizione (2015–2017)

Governo Cioloș
- Maggioranza (2017–2019)

Governo Grindeanu, Governo Tudose, Governo Dăncilă
- Opposizione (2019–2020)

Governo Dăncilă, Governo Orban I, Governo Orban II

## Risultati elettorali
| Elezione          | Elezione     | Voti    | %    | Seggi    |
| ----------------- | ------------ | ------- | ---- | -------- |
| Parlamentari 2016 | Camera       | 396.386 | 5,62 | 20 / 329 |
| Parlamentari 2016 | Senato       | 423.728 | 6,01 | 9 / 136  |
| Europee 2019      | Europee 2019 | 372.760 | 4,11 | 0 / 32   |
| Parlamentari 2020 | Camera       | 241.272 | 4,09 | 0 / 329  |
| Parlamentari 2020 | Senato       | 244.227 | 4,13 | 0 / 136  |
| 1.                |              |         |      |          |

| Elezione           | Elezione | Candidato      | Voti    | %    | Esito                |
| ------------------ | -------- | -------------- | ------- | ---- | -------------------- |
| Presidenziali 2019 | I turno  | Mircea Diaconu | 815.201 | 8,85 | ❌ Non eletta/o (4º) |
| 1.                 |          |                |         |      |                      |